# Животово (Вологодская область)
Животово — деревня в Никольском районе Вологодской области.
Входит в состав Краснополянского сельского поселения, с точки зрения административно-территориального деления — в Краснополянский сельсовет.
Расстояние до районного центра Никольска по автодороге — 6 км. Ближайшие населённые пункты — Коныгино, Мокрецово, Нижний Рыстюг.
По переписи 2002 года население — 32 человека (17 мужчин, 15 женщин). Всё население — русские.